# ФК Саган Тосу
Саган Тосу (јап. サガン鳥栖) јапански је фудбалски клуб из Тосуа.

## Име
- ФК Саган Тосу (јап. サガン鳥栖, 1997—)